# Metro de Nizhni Nóvgorod
El Metro de Nizhni Nóvgorod (en ruso: Нижегородский метрополитен) es el sistema de metro que da servicio a la ciudad de Nizhni Nóvgorod, Rusia y fue inaugurado en 1985. Se extiende a lo largo de 21,6 km de largo y cuenta con 15 estaciones repartidas entre las dos líneas que componen la red. Ambas tienen parada en la Estación de Nizhni Nóvgorod-Moskovski, la estación de ferrocarril principal de la ciudad. Además, es una estación de intercambio con un cercanías y NCD. Tiene el mayor número de estaciones después del metro de Moscú y San Petersburgo.

## Historia

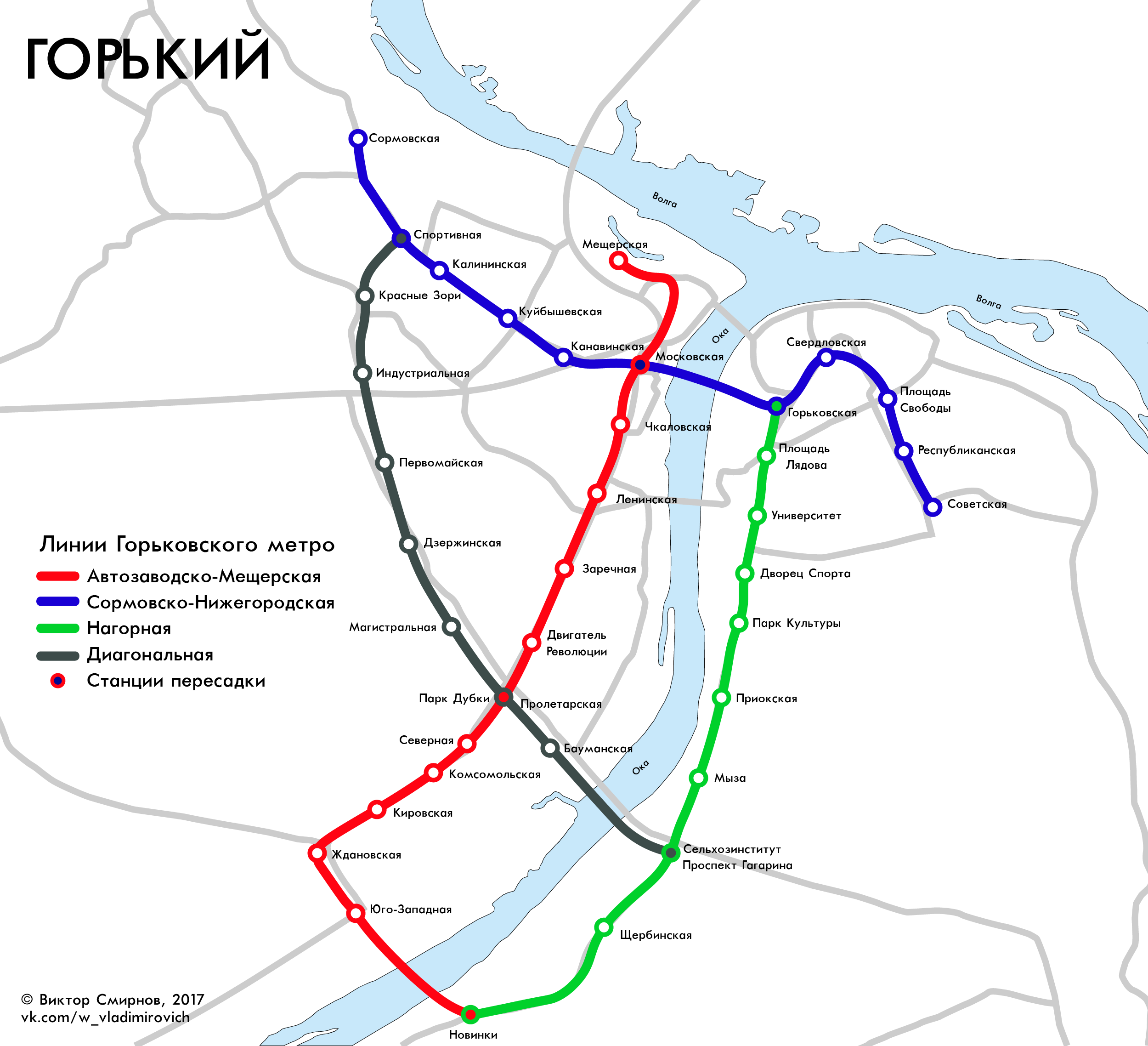
El proyecto inicial del Metro de Gorki

La historia del Metro de Nizhni Nóvgorod (Conocido en la época soviética como Metro de Gorki) empezó en octubre de 1973, cuando los diseñadores del metro comenzaron los bocetos de desarrollo en el Instituto de Moscú Metrogiprotrans.
La construcción comenzó el 17 de diciembre de 1977. En este día, se obligó a poner el primer pilote a la estación base Leninskaya. En septiembre de 1978, se comenzó en la estación Leninskaya los primeros trabajos de excavación de túneles. 13 de julio de 1984, durante la construcción de la estación Moskovskaya, las paredes se derrumbó. Dos trabajadores de la brigada de estudiantes, que ayudaron con la construcción del metro, murieron. Hay una leyenda asociada con este evento, como si los fantasmas de los estudiantes muertos todavía están caminando a través de túneles y estaciones de metro.
En el complejo de partida de la sección primera de la primera fase incluía una línea con una longitud de 7.8 kilómetros con seis estaciones, cocheras y el Cuerpo de Ingenieros. La apertura tuvo lugar el 19 de noviembre de 1985. En 1987, se abrieron otras dos estaciones - Avtozavodskaya y Komsomolskaya, y en 1989 - Kirovskaya y Park Kultury. En octubre de 1990 el Metro de Gorki fue renombrada en Nizhni Nóvgorod. El 20 de diciembre de 1993, dos nuevas estaciones del Metro de Nizhni Nóvgorod se abrieron - Kanavinskaya y Burnakovskaya en la nueva Línea 2 de Sormovsko-Mescherskaya. El 9 de septiembre de 2002, se abrió la 13.ª estación de Burevestnik de la Línea 2.
22 de septiembre de 2012 por primera vez Metro de Nizhni Nóvgorod estaba completamente cerrado. Esto se debió a los trabajos de conmutación de potencia al nuevo sistema de control de la estación en construcción. El 4 de noviembre de 2012, se abrió la estación de Gorkovskaya de la Línea 1 (Avtozavoskaya) en la Ciudad Alta.
El 30 de abril de 2018, la estación de Strelka de la Línea 2 está programada para abrir. La estación recibió su nombre de Strelka, la confluencia de los ríos Oka y Volga. El 1 de marzo de 2022 comenzó la construcción de dos estaciones en la Ciudad Alta de la Línea 1: Plóshchad Svobody y Sennaya.

### Cronología de las secciones de apertura
- 20 de noviembre de 1985: Moskovskaya - Proletarskaya
- 8 de agosto de 1987: Proletarskaya - Komsomolskaya
- 15 de noviembre de 1989: Komsomolskaya - Park Kultury
- 20 de diciembre de 1993: Moskovskaya - Burnakovskaya
- 9 de septiembre de 2002: Burnakovskaya - Burevestnik
- 4 de noviembre de 2012: Moskovskaya - Gorkovskaya
- 12 de junio de 2018: Moskovskaya - Strelka

## Líneas
| # | Nombre  | Estaciones terminales      | Color | Apertura                | Número estaciones | Longitud (km) |
| - | ------- | -------------------------- | ----- | ----------------------- | ----------------- | ------------- |
|   | Linea 1 | Gorkovskaya — Park Kultury | Rojo  | 20 de noviembre de 1985 | 11                | 15,1          |
|   | Linea 2 | Burevestnik — Strelka      | Azul  | 20 de diciembre de 1993 | 5                 | 7,1           |
|   | Total:  |                            |       |                         | 15                | 21,6 km       |

## El sistema

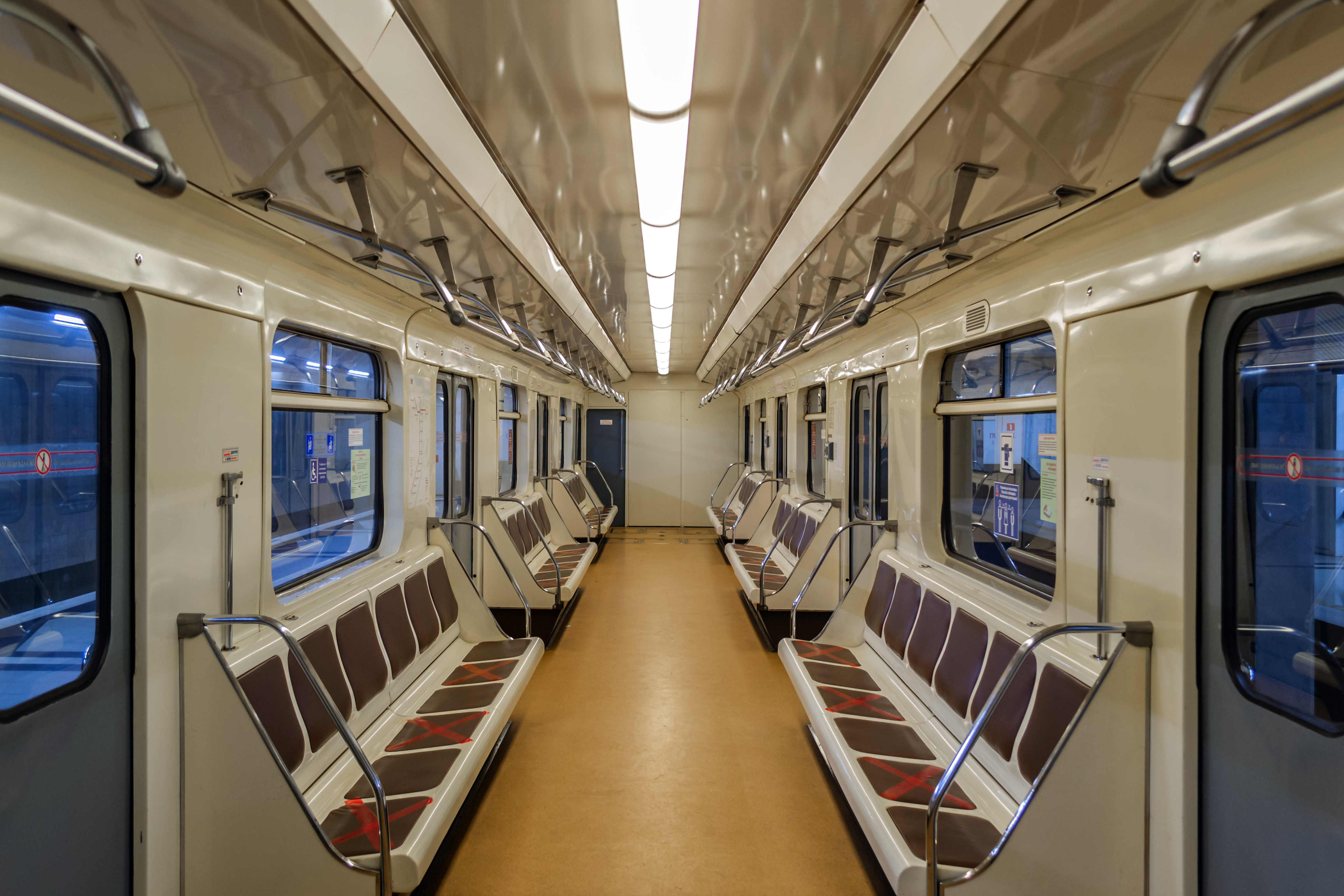
Vagón de tren durante la pandemia de COVID-19

Hay 15 estaciones en el metro de Nizhny Novgorod. De estas, 14 estaciones de metro y 1 estación terrestre. También hay una estación fantasma de Yármarka, cuya construcción fue abandonada a favor de la estación de Strelka.
Las estaciones están situadas en dos líneas con una única estación de intercambio - Moskovskaya con un intercambio de la cruz-plataforma. Después de la construcción de la Línea 3 (Nagornaya), aparecerán otras dos estaciones de intercambio: Operny teatr y Olgino.
En la Línea 1, se organiza el tráfico a la derecha, en la Línea 2 - tráfico a la izquierda. Este método de movimiento se debe a la ramificación de los raíles en la estación Moskovskaya, debido a la falta de un túnel de longitud completa de la Línea 2.

### Línea 1

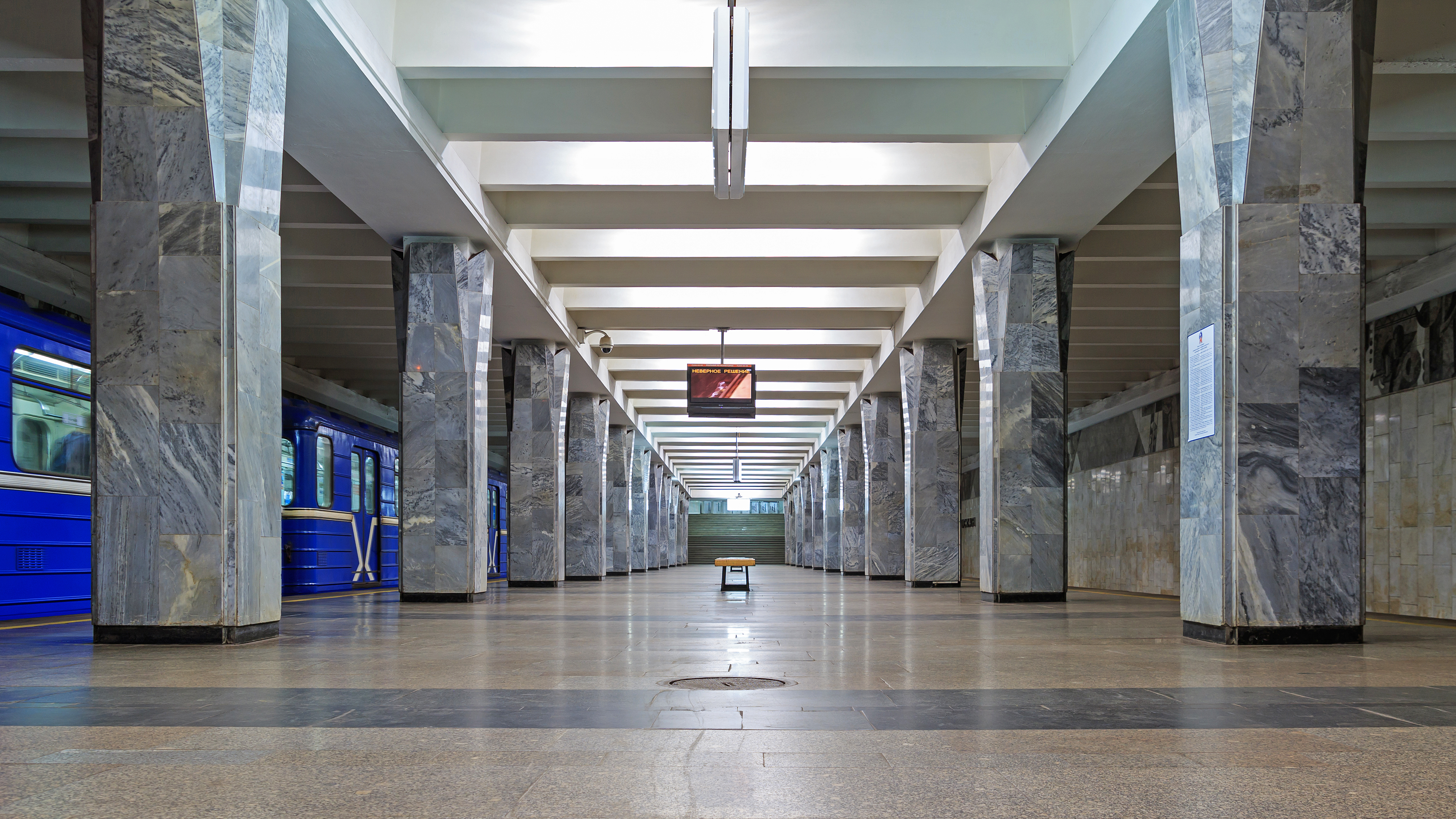
Estación "Avtozavodskaya" de Línea 1

También se llama Avtozavódskaya. Esta línea que transcurre entre las estaciones de Párk Kultúry y Górkovskaya fue inaugurada en 1985. Tiene una estación de intercambio Moskóvskaya en la Línea 2. Se conecta la Ciudad Inferior y Alta Ciudad a través de un puente de metro. 
Línea fue diseñada en 1980. En la época soviética, esta línea llamada Avtozavodsko-Meshcherskaya. La línea iba a durar hasta el microdistrito residencial cerca del lago Meshchersky.

### Línea 2

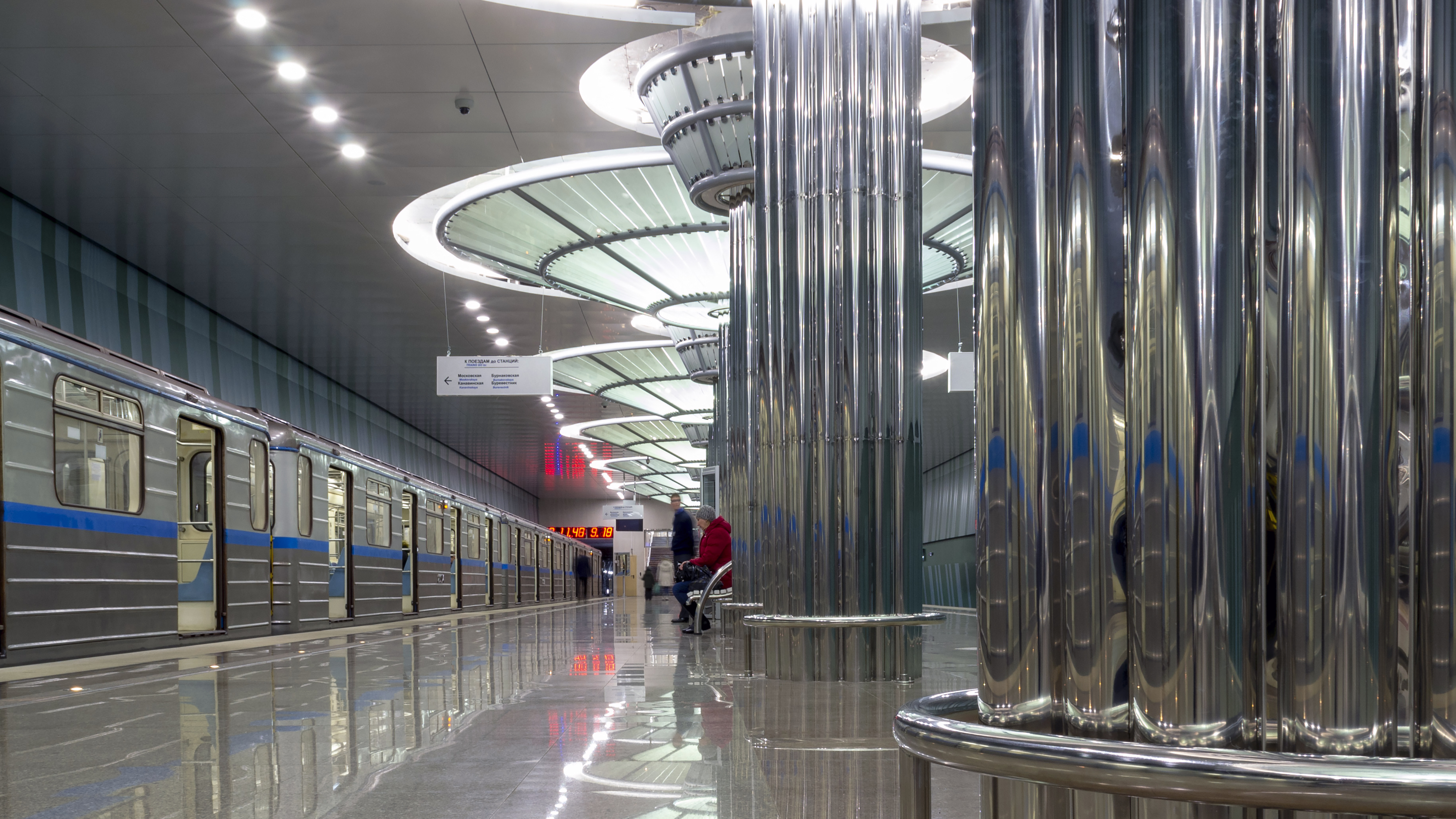
Estación "Strelka" de Línea 2

También se llama Sórmovskaya. Esta línea que transcurre entre las estaciones de Burevéstnik y Strélka fue inaugurada en 1993. La construcción de la línea fue detenida varias veces debido a la crisis en Rusia. Después de la Copa del Mundo, se ha previsto extender la línea hasta la estación Volga en Meshchera y la estación de Varia en Sormovo. También está previsto completar la estación fantasma de Yármarka.
En enero de 1981, la línea tenía el nombre del proyecto - Sormovsko-Nagornaya. Tenía que conectar la Ciudad Inferior y la Ciudad Alta.

### Anexos al artículo
- Anexo: Sistemas de metro
- Cercanías Nizhni Nóvgorod
- Metro de Moscú
- Metro de San Petersburgo